# Ponapejski jezici
Ponapejski jezici (pohnpejski jezici), jedna od dviju grana ponapejsko-tručkih jezika, velika austronezijska porodica, koja obuhvaća tri jezika u Mikroneziji na otoku Pohnpei (Ponape) i atolima Mokil i Pingelap. 
Obuhvaća jezike: pingelapski [pif] 3.000; ponapejski [pon] 29,000 (Johnstone and Mandryk 2001); i mokilski [mkj] 1.230

## Vanjske poveznice
- Ethnologue (14th)
- Ethnologue (15th)